# Golfo di Riga
Il golfo di Riga, anche noto come baia di Riga o golfo di Livonia (in lettone Rīgas Jūras līcis; in estone Liivi Laht; in russo Рижский залив?), è un'ampia baia del mar Baltico situata fra la Lettonia e l'Estonia.
La superficie complessiva del golfo è di circa 18.000 km², la profondità massima è di 67 m.
L'isola estone di Saaremaa lo separa parzialmente dal resto del mar Baltico, nel mezzo del golfo si trova l'isola di Ruhnu appartenente all'Estonia.

## Geografia

### Fisica
L'Organizzazione idrografica internazionale definisce il limite occidentale del golfo di Riga come "Una linea che parte da Lyser Ort (57°34' N), in Lettonia, fino all'estremo sud dell'isola di Ösel, attraverso quest'isola fino a Pammana (22° 34' E): da qui, si dirige verso Emmaste, l'estrema S di Dagö, per poi dirigersi a Tahkuna e all'estremo nord dell'insediamento: infine, volge a Spithami nel nord del Paese estone".
Tra i fiumi principali che sfociano vi sono il Daugava, il Pärnu, il Lielupe, il Gauja e il Salaca, nei pressi del confine tra Estonia e Lettonia.
Le più importanti isole del golfo includono Saaremaa, Kihnu e Ruhnu, tutte estoni. La prima, che è la maggiore per dimensione, si estende per 2.673 km² ed è responsabile delle acque salmastre del Golfo di Riga, in quanto lo "protegge" parzialmente dal Mar Baltico.

### Politica
Le principali città che si affacciano sul golfo sono Riga, in Lettonia; Pärnu, in Estonia e Kuressaare sull'isola estone di Saaremaa.

## Salinità

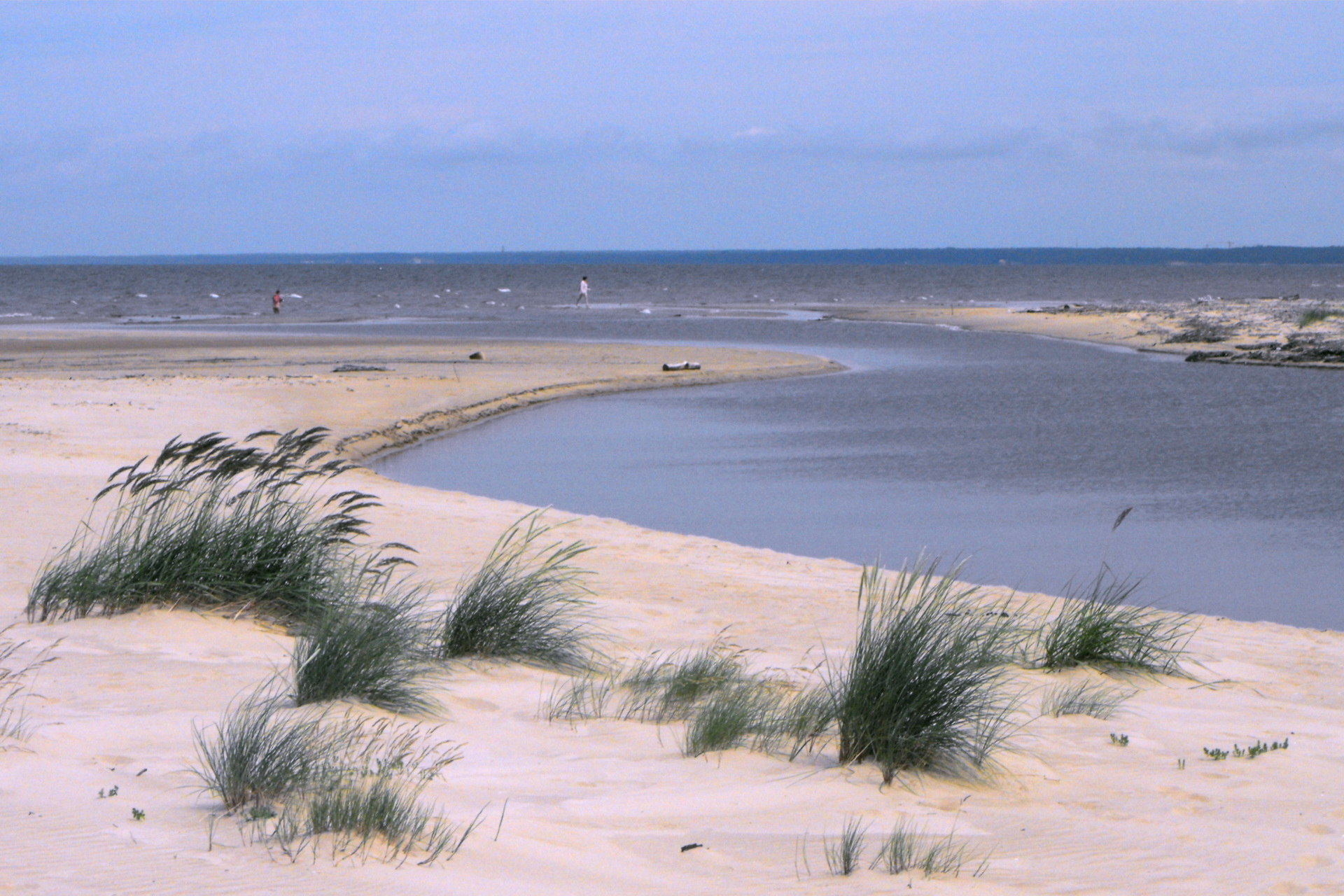
Panorama presso Lisaste, a nord di Riga

Il flusso d'acqua dolce che entra dal Mar Baltico nel golfo rappresenta il 2% del suo volume totale. Il così stretto collegamento con il Mar del Nord porta l'acqua a rimanere nel Baltico per una media di 30 anni. 
Queste due caratteristiche rendono il Mar Baltico una delle più grandi masse d'acqua salmastra del mondo. Il Golfo di Riga ha una concentrazione salina nella media per il Mar Baltico, che si aggira tra le 6 e le 10 parti per 1000. L'acqua dolce ha una concentrazione di 0,5 per 1000, mentre per l'acqua di mare il valore è di circa 30 parti per 100. Uno strato più salato si è formato ad una profondità di circa 70 metri.

## Inverno
In inverno, la maggior parte o tutta la baia di solito congela. Tale fenomeno è dovuto alla bassa salinità e alla parziale chiusura delle isole all'ingresso del golfo che rende meno mosse le acque. Quando ghiaccia, molte persone decidono di camminare sulla baia. Il ghiaccio più doppio era spesso 90 cm ed è stato registrato nell'inverno del 1941-1942. La pesca nel ghiaccio è una fonte tradizionale di cibo nella stagione fredda e rimane un'attività comune ancora oggi. Di solito, lo strato si scioglie tra marzo e aprile. Alla fine del marzo 2013, 200 persone hanno dovuto essere salvate con elicotteri e mezzi di soccorso perché finire in acqua.